# Aya Terakawa
Aya Terakawa (en japonés: 寺川綾) (n. Osaka, 12 de noviembre de 1984) es una nadadora japonesa retirada y medallista de bronce olímpica en los Juegos Olímpicos de Londres 2012. En 2004 participó en los Juegos Olímpicos de Atenas 2004, donde quedó en octavo lugar con un tiempo de 2:12.90 en la final de la prueba de 200 m femenino.

## Biografía
Hizo su debut como nadadora en 2001 en el Campeonato Mundial de Natación de 2001, donde quedó en el último lugar de la final de 200 m espalda. En 2002, en el Campeonato Pan-Pacífico de Natación celebrado en Yokohama, consiguió su primera medalla, siendo esta de plata. En 2010, de nuevo en el Campeonato Pan-Pacífico de Natación, consiguió tres medallas más. Participó en el Campeonato Mundial de Natación de 2011, donde ganó otra medalla de plata. En los Juegos Olímpicos de Londres 2012 ganó su primera medalla olímpica, en la prueba de 4 x 100 m combinado, y su segunda medalla olímpica, en la prueba de 100 m espalda, siendo ambas medallas de bronce. Un año más tarde participó en el Campeonato Mundial de Natación de 2013, ganando otras dos medallas de bronce, en las pruebas de 50 y 100 metros espalda. Finalmente, el 4 de diciembre de 2013 anunció su retiro como nadadora.

## Marcas personales
| Piscina larga | Piscina larga           | Piscina larga         | Piscina larga | Piscina larga |
| ------------- | ----------------------- | --------------------- | ------------- | ------------- |
| Estilo        | Tiempo                  | Fecha                 |               |               |
| 50 m espalda  | 27.53 (Récord japonés)  | 1 de agosto de 2013   |               |               |
| 100 m espalda | 58.70 (Récord asiático) | 4 de agosto de 2013   |               |               |
| 200 m espalda | 2:09.27                 | 19 de abril de 2009   |               |               |
| Piscina corta |                         |                       |               |               |
| Estilo        | Tiempo                  | Fecha                 |               |               |
| 50 m espalda  | 26.40 (Récord asiático) | 15 de febrero de 2009 |               |               |